# Campionato Sammarinese (1987/1988)
W sezonie 1987/1988 rozegrano 3. edycję najwyższej klasy rozgrywkowej piłki nożnej w San Marino – Campionato Sammarinese. W sezonie brało udział 10 zespołów. Tytułu nie obroniła drużyna SP La Fiorita. Nowym mistrzem San Marino został zespół SP Tre Fiori.

## Tabela
|    | Klub                | M  | Z  | R | P  | Br+ | Br- | Pkt | Uwagi            |
| 1  | SP Tre Fiori        | 18 | 11 | 3 | 4  | 27  | 14  | 25  | Turniej finałowy |
| 2  | SS Folgore/Falciano | 18 | 10 | 3 | 5  | 27  | 15  | 23  | Turniej finałowy |
| 3  | SC Faetano          | 18 | 8  | 5 | 5  | 31  | 20  | 21  | Turniej finałowy |
| 4  | AC Libertas         | 18 | 8  | 4 | 6  | 34  | 26  | 20  | Turniej finałowy |
| 5  | SP Domagnano        | 18 | 5  | 9 | 4  | 27  | 27  | 19  |                  |
| 6  | SP La Fiorita       | 18 | 6  | 6 | 6  | 24  | 25  | 18  |                  |
| 7  | GS Dogana           | 18 | 6  | 6 | 6  | 18  | 25  | 18  |                  |
| 8  | SS Montevito        | 18 | 4  | 8 | 6  | 17  | 21  | 16  |                  |
| 9  | SS Murata           | 18 | 3  | 8 | 7  | 23  | 26  | 14  | Spadek           |
| 10 | SP Cailungo         | 18 | 1  | 3 | 14 | 17  | 43  | 5   | Spadek           |

## Turniej finałowy

### Pierwsza runda
- AC Libertas 5-1 SS Virtus
- SC Faetano 0-0 (6-7) SS San Giovanni

### Druga runda
- SS Virtus 4-3 SC Faetano
- AC Libertas 3-2 SS San Giovanni

### Trzecia runda
- SS Virtus 1-0 SS San Giovanni]
- SS Folgore/Falciano 1-1 (4-5) AC Libertas

### Czwarta runda
- SS Folgore/Falciano  1-2 SS Virtus
- SP Tre Fiori 2-0 AC Libertas

### Półfinał
- AC Libertas 0-0 (7-8) SS Virtus

### Finał
- SP Tre Fiori 3-3 (6-5) SS Virtus